# Direito espontâneo
Direito Espontâneo é imanente ao direito natural e integra os princípios de ordem espontânea de uma sociedade, o direito, no sentido de normas de conduta aplicadas, é indubitavelmente tão antigo quanto a sociedade; só a observância de normas comuns torna possível a existência pacífica de indivíduos em sociedade. Muito antes que o homem desenvolvesse a linguagem ao ponto de esta lhe permitir enunciar determinações gerais, um indivíduo só seria aceito como membro de um grupo na medida em que se conformasse às suas normas. Estas podiam, num certo sentido, não ser conhecidas, estando ainda por descobrir, porque entre ‘saber como’ agir, ou ser capaz de reconhecer que os atos de um outro conformavam-se ou não a práticas aceitas, e ser capaz de verbalizar essas normas, há ainda um longo caminho a percorrer. Contudo, embora se pudesse reconhecer de maneira geral que a descoberta e a expressão das normas que eram aceitas (ou a formulação das normas que seriam aprovadas quando postas em prática) constituíam tarefa que exigia sabedoria especial, ninguém ainda concebia a lei como algo que os homens pudessem fazer segundo sua vontade. (Hayek, 1985, p.178)

Hayek destaca, ainda que, aprender a partir da experiência, entre homens não menos que entre animais, não é um processo essencialmente de raciocínio, mas sim de observância, disseminação, transmissão e aperfeiçoamento de práticas que se impuseram porque deram bom resultado. Os indivíduos não têm como enunciar isso já que essas normas não foram criadas por eles, mas passaram a governar ações dos indivíduos porque as ações realizadas em conformidade com elas alcançaram resultados melhores do que aquelas que indivíduos ou grupos concorrentes. (Hayek, 1985, p.81)

## Ordem Espontânea
Por ordem designaremos sempre uma condição em que múltiplos elementos de vários tipos se encontram de tal maneira relacionados entre si que, a partir de nosso contato com uma parte espacial ou temporal do todo, podemos aprender a formar expectativas corretas com relação ao restante ou, pelo menos expectativas que tenham probabilidade de se revelarem corretas. (Hayek, 1985, p.115)

É evidente que deve haver uniformidades e regularidades na vida social, que a sociedade deve ter alguma espécie de ordem, ou seus membros não poderiam viver juntos. É só por saberem que tipo de comportamento se espera deles e que tipo de comportamento devem esperar dos demais nas várias situações da vida, e coordenarem suas atividades segundo normas e sob a orientação de valores, que todos são capazes de tratar dos próprios interesses. Conseguem fazer previsões, antecipar acontecimentos e viver em harmonia com seus semelhantes porque todas as sociedades têm urna forma ou configuração que nos permite descrevê-las como um sistema, ou estrutura, no qual e segundo o qual seus membros vivem suas vidas. (Evans-Pitchard, 1951, p.49)

As ordens espontâneas podem não ser o que chamamos de abstratas, mas com frequência consistirão num sistema de relações abstratas entre elementos que também são definidos somente por propriedades abstratas e, por essa razão, não serão intuitivamente perceptíveis e identificáveis, exceto com base numa teoria que explique seu caráter. A importância do caráter abstrato dessas ordens repousa no fato de poderem perdurar enquanto todos os elementos particulares que as integram, e até o número destes, mudam. Para que essa ordem abstrata se preserve basta que se mantenha certa estrutura de relações, ou que elementos de certo tipo (mas variáveis em número) continuem a relacionar-se de determinada maneira. (Hayek, 1985, p.119)

As ordens espontâneas não são necessariamente complexas, mas, ao contrário das ordenações humanas intencionais, podem alcançar qualquer grau de complexidade. Uma de nossas principais teses será que ordens muito complexas, abrangendo maior número de fatos particulares do que qualquer cérebro poderia apurar ou manipular, só podem ser produzidas por meio de forças que induzam a formação de ordens espontâneas. (Hayek, 1985, p.119)

## Lei natural e direito natural
De acordo com Rothbard (2010, p. 65-66) no caso dos seres humanos, a ética da lei natural revela que o bom ou ruim para o homem pode ser apurado pelo que impede ou satisfaz o que é melhor para a natureza humana.  Desse modo, a lei natural explana o que é melhor para o homem, de acordo com os fins mais harmoniosos com sua natureza, e que mais o satisfaz.  Num sentido mais profundo, a lei natural proporciona ao homem uma “ciência da felicidade” , os caminhos que o levarão a sua verdadeira felicidade.

Rothbard (2010, p. 71) afirma que lei natural é a descoberta pela razão a partir de inclinações fundamentais da natureza humana, absolutas, imutáveis e de validade universal para todos os tempos e lugares. Lei natural fornece um conjunto de objetivo e normas éticas que conduzem as ações humanas em qualquer tempo e lugar. Lei natural tem como sua essência uma ética profundamente “radical”, já que ela expõe o status quo existente, que pode violar a lei natural.
 
Rothbard destaca que:
A partir da ênfase de Locke no indivíduo como agente da ação, como a entidade que pensa, sente, escolhe e age, originou-se sua concepção de lei natural na política que estabelece os direitos naturais de cada indivíduo.(Rothbard, 2010, p. 75)
...a maior parte do direito, especialmente as partes mais libertárias do direito, não emergiu do estado, mas de instituições não estatais: costume tribal, juízes e tribunais de direito consuetudinário, o direito mercante nas cortes mercantis ou
o direito marítimo nos tribunais estabelecidos pelos próprios transportadores navais. Os juízes de direito consuetudinário concorrentes, assim como os anciões das tribos, não se ocupavam da elaboração de leis, mas em descobrir a lei nos princípios existentes e comumente aceitos e então em aplicar esta lei a casos específicos ou a novas condições tecnológicas ou institucionais. A mesma coisa ocorria no direito privado romano. Além disso, na antiga Irlanda, uma sociedade que existiu por mil anos até ser conquistada por Cromwell, “não havia traços de justiça administrada pelo estado”; as escolas concorrentes de juristas profissionais interpretavam e aplicavam o corpo comum do direito consuetudinário, com a execução ficando a cargo de tuathas, ou agências de seguro concorrentes e voluntariamente mantidas
Ademais, estas regras consuetudinárias não eram casuais ou arbitrárias, mas conscientemente enraizadas na lei natural, que pode ser descoberta pela razão humana.(Rothbard, 2010, p. 250)

## Lei positiva
Como elucida Rothbard (2010, p. 71), no campo da política ou ação estatal, a lei natural provem ao homem um conjunto de normas que pode ser radicalmente crítico ás leis positivas atualmente impostas pelo estado.  A própria existência de uma lei natural a ser descoberta, é uma ameaça potencial ao statu quo, assim como uma reprovação permanente da soberania de costumes tradicionais ou á vontade arbitrária de um aparato estatal. 
Conforme Rothbard, princípios legais de qualquer sociedade podem se estabelecer de três modos: 1- seguindo costumes tradicionais da comunidade ou tribo; 2 – obedecendo à vontade daqueles que governam o aparato estatal; ou 3- por meio da razão humana descobrir a lei natural. Estas são as únicas formas de estabelecer uma lei positiva. Sendo apenas o ultimo método mais apropriado, nobre, humano e revolucionário.  

## Direito
Rothbard levanta uma definição vigora e convincente de “direito”:
Quando dizemos que alguém tem o direito de fazer algo, queremos dizer isto e tão somente isto, a saber, que seria imoral para outro, sozinho ou em grupo, impedi-lo de fazê-lo através da ameaça ou do uso de força física. Nós não queremos dizer que qualquer uso que um homem faça de sua propriedade dentro dos limites expostos seja necessariamente moral.( Sadowsky, 1974 apud Rothbard, 2010, p. 78)

Rothbard (2010, p. 79) sustenta que é direito de qualquer homem fazer qualquer coisa que queira com sua pessoa; é seu direito não ser molestado e não sofrer interferências de qualquer tipo ao exercer esse direito. Formas morais e imorais de exercer tal direito é uma questão de ética pessoal e não de filosofia política. 